# Galium reiseri
Galium reiseri är en måreväxtart som beskrevs av Eugen von Halácsy. Galium reiseri ingår i släktet måror, och familjen måreväxter. Inga underarter finns listade i Catalogue of Life.